# 楠本保
楠本 保（くすもと たもつ、1914年〈大正3年〉12月19日 - 1943年〈昭和18年〉7月23日）は、兵庫県明石郡魚住村（現：明石市）出身の野球選手（投手）。
甲子園大会において「不世出の投手」と称えられ、「世紀の剛球投手」として名を馳せた。また、強打で鳴らす二刀流としても知られる。

## 経歴
兵庫県明石郡魚住村（現・明石市）出身。魚住第二尋常高等小学校に入学してまもなく野球を始めた。
その剛速球は早くから有名で「明石の怪童」と呼ばれ、1927年楠本が12歳の時に、全国少年野球大会出場をかけて予選で対戦した相手の赤石尋常小學校が「楠本の球は振っても当たらない」と徹底的にバント攻撃を仕掛けた、という逸話が残っている。
1929年、兵庫県立明石中学校（現・兵庫県立明石高等学校）に入学し、野球部に入部。1930年春、1931年春、1932年春・夏、1933年春・夏の計6回の甲子園出場を果たした。この間、1932年の第9回選抜大会で広陵中相手に大会初の先発全員奪三振（13個）を記録したのを皮切りに合計3度にわたる先発全員奪三振を記録、これは現在に至るまで単独最多記録である。
同年夏の第18回大会では、準決勝で松山商業に0-3と敗れたが、この試合でも被安打はわずかに2、奪三振は17個で、大会通算奪三振64個の記録を達成した。
1933年の第10回選抜大会の準々決勝で沢村栄治を擁する京都商と対戦、2-1で投げ勝っている。
明石中時代の甲子園での成績は春・夏合わせて6回出場して15勝5敗、完封勝利8（内ノーヒットノーラン2）、先発全員奪三振3回、奪三振203個以上。打ち込まれて負けたケースはほとんどなく、失点はほとんど味方の失策や相手のスクイズによるものだった。先の1932年夏の準決勝・松山商業戦でも、1回先頭打者に安打を浴びたのち、2つの内野エラーとパスボール、さらに四球とスクイズで2点。3回は1死後、投前内野安打の走者を牽制、それを一塁手が取れず（エラー）、一気に3塁を陥れられた後に犠牲フライで加点されたものである。
ただ優勝には一度も恵まれず、また松山商業には3度対戦して3度とも退けられている。
明石中学卒業後は慶應義塾大学に進学し、野手に転向。3年生と4年生のとき（1939年から1940年）に主将を務めた。東京六大学野球通算85試合出場し284打数66安打、0本塁打、打率.232。
大学卒業後は貿易会社「大正興業」に勤務する傍ら、社会人野球チーム「全高雄」に所属し野球を続けた。1941年に結婚したが、1942年に応召。中国戦線へ出征し、翌年の7月23日、中国軍の奇襲攻撃で額に銃弾を受けて戦死。享年28。奇しくも、明石中学、慶應義塾大学でチームメイトであった中田武雄戦死の1日後であった。戦死当時、妻は妊娠中であり、後に無事出産を果たすが、楠本自身は子供を目にすることはなかった。
財団法人野球体育博物館の戦没野球人モニュメントにその名が刻まれている。

## 剛球投手
広い肩幅のいかにも頑丈そうな体を持ち、投球フォームは振りかぶって足を上げるとそのまま上半身を後ろにひねって打者に背中を見せる、野茂英雄により有名となったいわゆるトルネード投法であった。この投球フォームにより、球の出所がわかりづらい上、ストレートは速い上に重く、変化球はカーブ、ドロップ、シュートと、当時としては多彩。さらに学年があがるにつれて制球力が付くとこれらを内外角に投げ分けて対戦校は大いに手を焼いた。
コントロールに難があった時期もあったため、打者は恐ろしさから自然と腰が引けてしまい、バットを振るどころではなく当てるのが精一杯であったといわれる。対戦した選手達は一様に「生涯に出会った最強の球だった。」と口をそろえたという。
1931年に明石中学エースとなってからは、必ず先発マウンドに立ち、ほとんど一人で投げぬいた。
明石中でチームメイトだった嘉藤栄吉二塁手は「楠本さんが投げれば、ほとんど外野までボールが飛ばない。守っていても負ける気がしなかった。1試合で24個の三振を取った事もあった。」と証言している。
1932年の第18回大会では、準々決勝の八尾中戦後の新聞の講評に「唸らんばかりの速球のシュートと外角を衝く直球の交用がすでに十二分強さを持つ上に、同じコースから落す内角のドロップと、外角へのアウドロの鋭く巧みなカーブは全く手のつけようがない厄介なものであった。殊にこの各種投球の会心なるコントロールは、ますますそのピッチングに窺ひ難き変化の妙を見せて……」とあり、ストレートで押すだけでなく、安定したコントロールを身に付け、変化球とコースの投げ分を駆使した完成された投球スタイルである事がうかがい知れる。ただこの年においても必ずしも毎試合コントロールが安定していたわけではなかったようで、初戦の北海中戦後の講評では「（北海中が楠本の）速球に惑わされて選球が粗かった事は否めない」と書かれている。
しかし、上半身と腕力による力感あふれる投球フォームは、逆に楠本の投手生命を短くした。全盛期は明石中学4年生時の1932年で、その後楠本の体は下降線をたどる。翌年夏の甲子園大会では、脚気の兆しやあせもの悪化もあって第二投手の中田武雄との継投が増え、そして準々決勝の横浜商戦の6回終了後交代したのが投手としての最後の姿となった。翌日の準決勝中京商戦は歴史的な大試合となったが（→中京商対明石中延長25回を参照）、楠本は右翼手で出場し1度もマウンドに立たなかった。
投手生命は明石中時代で終わっていたといわれ、事実、卒業後の慶應義塾大学では正式に外野手に転向した。

## エピソード
明石中で楠本の球を受け続けていた福島安治捕手は、楠本の剛速球で指が変形し「銃の引き金が引けない」という理由で兵役を免れたという。

## 甲子園での成績
- 第7回選抜中等学校野球大会（昭和5年（1930年））

○12-0敦賀商業、●0-10松山商業
- 第8回選抜中等学校野球大会（昭和6年（1931年））

●4-5第一神港商業
- 第9回選抜中等学校野球大会（昭和7年（1932年））

○3-0広陵中学（選抜史上初の全員奪三振）、○16-1小倉工業、○1-0京都師範（全員奪三振）、○4-2和歌山中学、●0-1松山商業
5試合39イニング4失点17被安打49奪三振（大会委員賞受賞）
- 第18回全国中等学校優勝野球大会（昭和7年（1932年））

○4-0北海中学（ノーヒットノーラン）、○1-0大正中学、○3-0八尾中学、●0-3松山商業
4試合36イニング3失点9被安打64奪三振
- 第10回選抜中等学校野球大会（昭和8年（1933年））

○1-0平安中学（18奪三振）、○4-0浪華商業、○2-1京都商業、○1-0中京商業、●0-1岐阜商業
5試合2失点52奪三振
- 第19回全国中等学校優勝野球大会（昭和8年（1933年））

○6-0慶應商工、○10-0水戸商業（中田との継投でノーヒットノーラン)、○4-0横浜商業、（●）0-1中京商業（登板せず）
3試合21イニング無失点38奪三振

## 関連書籍
- （絵本）「いつか見た甲子園・悲運の剛球投手楠本保の生涯」浜野卓也作・成瀬数富絵、くもん出版、ISBN 4-87576-234-8
- 松本大輔著、神戸新聞社編「明石中-中京商延長25回 キミは「伝説の球児たち」を知っているか!!」神戸新聞総合出版センター、ISBN 4-343-00217-9